# Scharr
Sharr – jeden z operatorów (Krzyż Robertsa, Prewitt, Sobel) używanych do wykrywania krawędzi w cyfrowym przetwarzaniu obrazów. Jest to w istocie operator dyskretnego różniczkowania, umożliwiający aproksymację pochodnych kierunkowych intensywności obrazu w ośmiu kierunkach co 45°. Operator ten przedstawił Hanno Scharr w rozprawie doktorskiej w roku 2000.

## Algorytm
Wyznaczenie pochodnej kierunkowej odbywa się to za pomocą operacji dwuwymiarowego dyskretnego splotu macierzy obrazu z macierzą 3 × 3 charakterystyczną dla danego kierunku zwaną jądrem (kernel) przekształcenia. Macierze te są antysymetryczne w stosunku do kierunku wykrywanej krawędzi. Zbiór 8 macierzy pozwala na określenie kierunku od 0° do 315° z krokiem 45°. Dla kierunku 0° wykrywane są krawędzie pionowe, a dla 90° – krawędzie poziome. Operacja splotu wyznacza w pierwszym przypadku estymatę pochodnej cząstkowej względem osi X, a drugim względem osi Y.
Otrzymane wartości pochodnych cząstkowych definiują wektor gradientu dla każdego punktu obrazu.
Innym prostszym sposobem podejścia do aproksymacji gradientu jest tzw. „metoda kompasowa”. W metodzie tej maska dająca maksymalną wartość pochodnej określa moduł i kierunek gradientu z rozdzielczością 45°.
Przykłady masek dla kątów 0°, 45°, 90° i 135°.
{\displaystyle \mathbf {S_{1}} ={\begin{bmatrix}\ -3&\ \ 0&\ \ +3\\-10&\ \ 0&\ +10\\\ -3&\ \ 0&\ \ +3\end{bmatrix}}\qquad \mathbf {S_{2}} ={\begin{bmatrix}\ \ 0&+3&+10\\-3&\ \ 0&+3\\-10&-3&\ \ 0\end{bmatrix}}\qquad \mathbf {S_{3}} ={\begin{bmatrix}+3&+10&+3\\\ \ 0&\ \ \ 0&\ \ 0\\-3&-10&-3\end{bmatrix}}\qquad \mathbf {S_{4}} ={\begin{bmatrix}+10&+3&\ \ 0\\+3&\ \ 0&-3\\\ \ 0&-3&-10\end{bmatrix}}}
Kolejne 4 maski otrzymuje się obracając podane maski o 180°. Wystarczy obliczyć sploty z czterema pierwszymi maskami, gdyż pozostałe różnią się tylko znakiem (Sj+4= – Sj).
Operator Scharra podobnie jak operator Prewita czy Sobela dokonuje operacji uśredniania pochodnej z trzech linii równoległych do kierunku różniczkowania. W filtrze zastosowano inny niż w poprzednio stosowanych operatorach dobór wag (3, 10, 3) opracowany przez Scharra pod kątem optymalizacji izotropowości (właściwości kierunkowych) filtru.